# Ice-T
Ice-T (Newark, 16 februari 1958), artiestennaam van Tracy Marrow, is een Amerikaanse rapper en acteur.

## Biografie

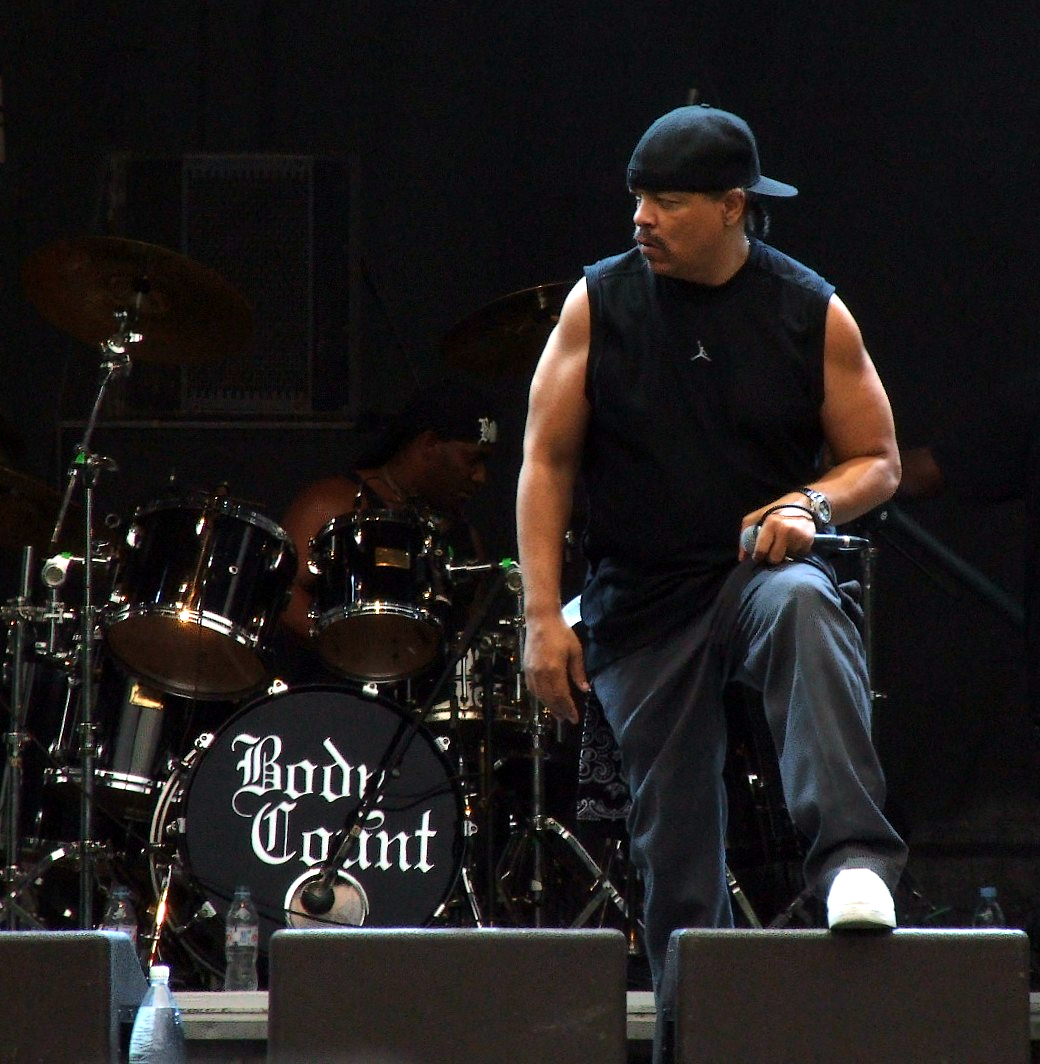
Ice-T tijdens een concert van Body Count in 2006

Hoewel Ice-T werd geboren in Newark (New Jersey), werd hij een van de leidende figuren achter de zogenaamde westcoasthiphop. Nadat hij op jonge leeftijd beide ouders verloor aan hartaanvallen, werd hij opgevoed door zijn familie in het zuiden van Los Angeles. Hier ging hij naar de bekende Crenshaw High School en na zijn diplomering ging hij vier jaar in het Amerikaanse leger. 
Naast zijn carrière als solorapper is hij tevens zanger en oprichter van de metalband Body Count. Daarnaast heeft Ice-T ook geregeld als gastartiest opgetreden bij de thrashmetalband Slayer, de deathmetalband Six Feet Under en de heavymetalbands Black Sabbath en Motörhead. Ice-T is de eerste en enige gastzanger tot nu toe bij een nummer van Black Sabbath. Hij is dan ook al jaren een groot fan van de band en heeft daarom bij twee van zijn albums muziek van de groep gebruikt als intro. Een van deze nummers is "Shut Up Be Happy", waarin Jello Biafra een spoken word uitvoert op de muziek van het nummer "Black Sabbath".
In de Amerikaanse televisieserie Law & Order: Special Victims Unit speelde hij de rol van detective Odafin "Fin" Tutuola. Ice-T richt zijn aandacht sinds 2000 met name op acteren maar hij produceert nog steeds. Ook richtte Ice-T een groep op genaamd Sex, Money & Gunz (SMG). Hiermee maakte hij muziek met rappers van de oost- en westkust, zoals Smooth Da Hustler, Marky Live en Duce Fever. In 2004 had Ice-T een belangrijke rol als stemacteur in het populaire computerspel Grand Theft Auto: San Andreas, als de aan lager wal geraakte rapper Madd Dogg. 
In 2006 maakte hij een comeback met een nieuw album van Body Count en een soloalbum, Gangsta Rap.
In 2023 kreeg Ice-T een ster op de Hollywood Walk of Fame.

## Naam
Marrow's artiestennaam Ice-T is afgeleid van de voormalige pooier, Iceberg Slim. Ice was een fan van Slim toen hij nog klein was en beïnvloed werd door het leven in het getto.

## Privéleven
Ice-T kreeg in 1976 een dochter met zijn toenmalige vriendin. In de jaren tachtig en negentig had Ice-T een relatie met Darlene Ortiz, wier foto te zien was op de cover van zijn albums Rhyme Pays (1987) en Power (1988). Het stel kreeg in 1992 een zoon. Ze gingen eind jaren negentig uit elkaar. In 2001 trouwde Ice-T met Playboymodel en danseres Nicole "Coco" Austin (1979), met wie hij in 2015 een dochter kreeg.

## Discografie

### Studio Albums
- 1987: Rhyme Pays
- 1988: Power
- 1989: The Iceberg/Freedom of Speech...Just Watch What You Say
- 1991: O.G. Original Gangster
- 1993: Home Invasion
- 1996: VI - Return of the Real
- 1999: The Seventh Deadly Sin
- 2006: Gangsta Rap
- 2023: The Legend Of Ice T - Crime Stories

### Live Albums
- 1993 : Check This Out
- 2004 : Gang Culture
- 2006 : Live in Montreux

### EP
- 1998: Ice-T Presents The West Coast Rydaz - What Really Goes On